# 반계 (전한)
반계(番係, ? ~ ?)는 전한 중기의 관료로, 구강군 사람이다.

## 행적
원광 5년(기원전 130년), 우내사에 임명되었다.
원삭 5년(기원전 124년), 하동태수에서 어사대부로 승진하였다.
반계는 하동태수 재임 중 무제에게 하천을 뚫어 농지를 늘릴 것을 제안하였고, 무제는 이를 받아들여 수만 명의 인부를 징발하여 하천을 파고 농지를 개간하였다. 그러나 몇 년 후 하수의 물길이 바뀌니 하천은 제 구실을 못 하였고, 개간한 농민들은 종자도 거두지 못할 지경이었기 때문에 오랫동안 땅이 버려졌다. 이후 조정에서는 이주해 온 월인(越人)들에게 땅을 나누어 주고, 소부로 하여금 세금을 약간 거두게 하였다.

## 출전
- 사마천, 《사기》 권29 하거서
- 반고, 《한서》 권19하 백관공경표 下

| 전임 (내사) 충 | 전한의 우내사 기원전 130년 ~ 기원전 125년? | 후임 분 |

| 전임 공손홍 | 전한의 어사대부 기원전 124년 4월 정미일 ~ 기원전 122년? | 후임 이채 |